# الجيش الروماني

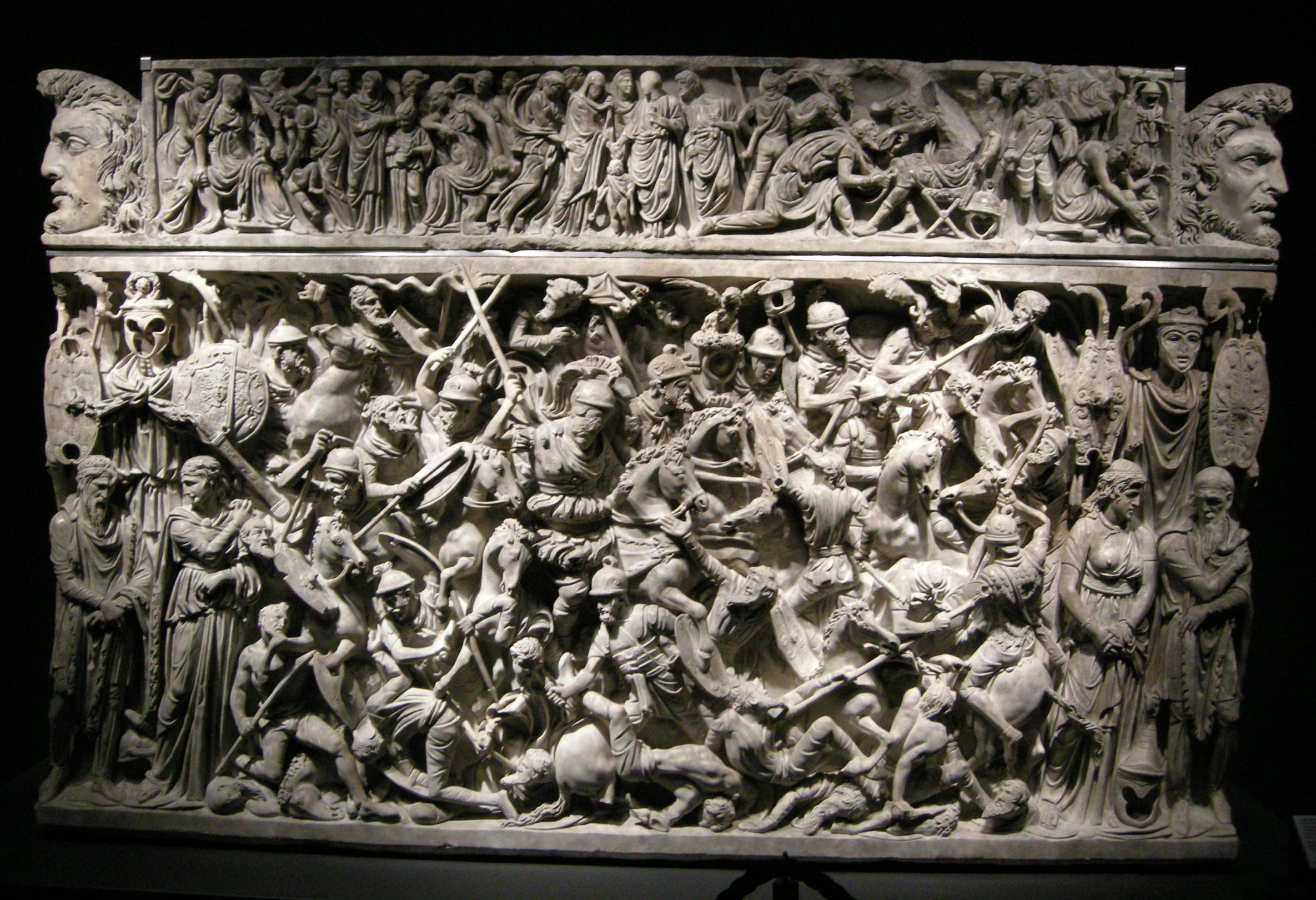

الجيش الروماني (باللاتينية: exercitus Romanorum) هو مصطلح عام للقوات المسلحة البرية التي تبعت لمملكة روما (حتى عام 500 قبل الميلاد) والجمهورية الرومانية (500-31 قبل الميلاد) والإمبراطورية الرومانية (31 قبل الميلاد - 476 م) وخليفتها الإمبراطورية البيزنطية (476-1453). وهو بذلك مصطلح يمتد نحو 2000 سنة، خضعت خلالها القوات المسلحة الرومانية للعديد من التبدلات في التكوين والمعدات والتنظيم والتكتيكات مع المحافظة على نواة من التقاليد الدائمة.

## نظرة تاريخية

### الجيش الروماني الأول (نحو العام 500 ق.م. حتى نحو العام 300 ق.م.)
كان الجيش الروماني الأول بمثابة القوات المسلحة للمملكة الرومانية والجمهورية الرومانية الأولى. خلال هذه الفترة، عندما كانت الأعمال الحربية عبارة عن غارات نهب صغيرة الحجم، قِيل أن الجيش اتبع النماذج الإتروسكانية أو اليونانية للتنظيم والمعدات. اتكأ الجيش الروماني الأول على التجنيد الإجباري السنوي.
تألف الجيش من 3000 مشاة و300 فارس. كلهم كانوا من طبقة الإكوايتس. وفر كل من اللاتينيين والسابيين والإتروسكانيين في ظل الدولة الرومانية 1000 جندي إضافي و100 فارس.
أسس ملك روما، سيرفيوس، دستور سيرفيوس الذي قسم السكان إلى خمس طبقات. لكل طبقة أدوار مختلفة في الجيش. يمكن للطبقة الأولى أن تمتلك درع صدار، ودرع أرجل، وسكوتوم، وسيف ورمح. كان للفئة الثانية درع أرجل وترس وسيف ورمح. لم يكن بإمكان الطبقة الثالثة سوى امتلاك ترس وسيف ورمح. كان للطبقة الرابعة ترس ورمح. الطبقة الخامسة ستكون من الفيليتز فقط. أي مواطن فقير لن يحظى بأسلحة، ويدعى كابيت سينسي (باللاتينية: Capite Censi، أي المعدودين بالرأس حرفيًا). لا يخدم الكابيت سينسي في الجيش إلا في حالات الطوارئ.
كانت رتب المشاة مليئة بالطبقات الدنيا بينما تُرك سلاح الفرسان (إكوايتس أو تشيليريس) للنبلاء، لأن الأثرياء كانوا قادرين على شراء الخيول. علاوة على ذلك، كان الملك هو السلطة المسؤولة خلال الفترة الملكية.
عند حشد جيش روما في كامبس مارتيوس، كان يطلق عليه اسم كوميتيا كورياتا.
حتى تأسيس الجمهورية الرومانية ومكتب القنصل، تولى الملك منصب القائد العام للقوات المسلحة. ومع ذلك، منذ نحو العام 508 ق.م. لم يعد ثمة ملك لروما. مُنح المنصب القيادي للجيش للقناصل «الذين كُلفوا على المستويين المنفرد والمشترك بحماية الجمهورية من الأخطار».
مصطلح الفيلق مشتق من الكلمة اللاتينية «ليجو-legio»؛ أي تجنيد أو تكليف. في البداية لم يكن هناك سوى أربع فيالق رومانية. رُقمت هذه الفيالق من «I» إلى «IIII»، مع كتابة الفيلق الرابع على هذا النحو «IIII» وليس «IV». كان الفيلق الأول أكثرهم شهرةً. يتألف الجزء الأكبر من الجيش من المواطنين. لم يتمكن هؤلاء المواطنون من اختيار الفيلق الذي خُصصوا له. أي رجل «من سن 16 حتى 46 اختير بالاقتراع» وفُرز لأحد الفيالق.
حتى وقوع الكارثة العسكرية الرومانية في عام 390 ق.م. في معركة أليا، نُظم جيش روما على غرار التشكيلة السلامية اليونانية. كان هذا بسبب النفوذ اليوناني في إيطاليا «عبر مستعمراتهم». تقتبس باتريشيا ساوثرن من المؤرخين القديمين ليفيوس وديونيسيوس قولهما إن «التشكيلة السلامية تكونت من 3000 مشاة و 300 فارس». توجب على كل جندي توفير معداته في المعركة؛ المعدات العسكرية التي يمكنهم تحمل تكلفتها تحدد الموقع الذي يتخذوه في المعركة. سياسيًا، شاركوا في نفس نظام التصنيف في مجلس الكوميتيا تشينتورياتا.

### الجيش الروماني للجمهورية الوسطى (300-88 ق.م.)
كان يُعرف جيش الجمهورية الرومانية الوسطى أيضًا باسم «الجيش الشرذمي»، أو «الجيش البوليبي»، على اسم المؤرخ اليوناني بوليبيوس، الذي قدم الوصف الحالي الأكثر تفصيلاً لتلك المرحلة. بدأ الجيش الروماني باتخاذ قوة متفرغة للجيش قوامها 150,000 جندي وجُند الثلاثة أرباع الباقية من الجيش.
خلال هذه الفترة، تبنى الرومان، مع الحفاظ على نظام التجنيد، التنظيم السامنيومي الشرذمي لفيالقهم ووحدوا أيضًا جميع دول شبه الجزيرة الإيطالية الأخرى ضمن تحالف عسكري دائم (انظر سوشاي). طولب هذا التحالف بتزويد القوات المشتركة (بشكل جمعي) بنفس عدد القوات تقريبًا المُطالب من قِبل الرومان وذلك للخدمة تحت القيادة الرومانية. كانت الفيالق في هذه المرحلة دائمًا مصحوبة في الحملة بنفس العدد من الآلاي الحلفاء (المساعدون الرومانيون غير المواطنين)، وهي وحدات بحجم الفيالق تقريبًا.
بعد الحرب البونيقية الثانية (218 - 201 قبل الميلاد)، كسب الرومان إمبراطورية ما وراء البحار، ما استلزم وجود قوات دائمة لخوض حروب غزو طويلة وتحصين المقاطعات المكتسبة حديثًا. وهكذا تحولت هوية الجيش من قوة مؤقتة تعتمد كليًا على التجنيد الإجباري قصير المدى إلى جيش عامل استكمل المجندين بعدد كبير من المتطوعين المستعدين للخدمة لفترة أطول بكثير من الحد القانوني البالغ ست سنوات. كان هؤلاء المتطوعون أساسًا من أفقر الطبقات الاجتماعية، ممن لم يمتلكوا أراضٍ للعناية بها في بلدهم، وممن اجتذبتهم الرواتب العسكرية المتواضعة واحتمال الحصول على حصة من غنائم الحرب. أُهمل الحد الأدنى من متطلبات الملكية للخدمة في الفيالق، والذي عُلق خلال الحرب البونيقية الثانية، منذ عام 201 ق.م. فصاعدًا من أجل تجنيد عدد كافٍ من المتطوعين.
بين عامي 150 ق.م. و100 ق.م. استُغني عن البنية الشرذمية تدريجيًا، وأصبحت الكتيبة الأكبر بكثير هي الوحدة التكتيكية الرئيسية. علاوة على ذلك، منذ الحرب البونيقية الثانية فما بعد، صاحبت الجيوش الرومانية دائمًا وحدات من المرتزقة من غير الإيطاليين، كالخيّالة النوميد، ورماة السهام الكريتيين، ومرتزقة شبه الجزيرة الإيبيرية القديمة الذين أدوا وظائف متخصصة افتقرت إليها الجيوش الرومانية سابقًا.

### الجيش الروماني للجمهورية المتأخرة (88-30 ق.م.)
يمثل الجيش الروماني للجمهورية المتأخرة (88-30 ق.م.) الانتقال المستمر من تجنيد المواطنين الإجباري في الجمهورية الوسطى إلى القوات الدائمة المحترفة والمتطوعة بشكل أساسي الخاصة بالعصر الإمبراطوري.
تعتبر أعمال يوليوس قيصر المصادر الأدبية الرئيسية لتنظيم الجيش وتكتيكاته في هذه المرحلة، وهي أبرز سلسلة عن أمراء الحرب الذين تنافسوا على السلطة في تلك الفترة.
نتيجة للحرب الاجتماعية (91-88 ق.م.)، مُنح جميع الرفاق الإيطاليين الجنسية الرومانية، ومن ثم إلغاء الآلاي الحلفاء القدامى ودمجهم ضمن الجيوش. ظل التجنيد السنوي المنتظم ساري المفعول واستمر بكونه مصدر تجنيد الفيالق، لكن نسبة المتطوعين الذين سجلوا لمدة 16 عامًا بدلاً من 6 سنوات كحد أقصى للتجنيد الإلزامي كانت في تزايد. أدى فقدان خيالة الآلاي إلى خفض عدد سلاح الفرسان الروماني/ الإيطالي بنسبة 75%، وأصبحت الجيوش تعتمد على خيالة الحلفاء المحليين لتزويد سلاح الفرسان. شهدت هذه الفترة توسعًا كبيرًا لاستخدام القوات المحلية لاستكمال الفيالق المكونة من وحدات («numeri») مجندة من قبائل داخل إمبراطورية روما ما وراء البحار والقبائل المتحالفة المجاورة. جُندت أعداد كبيرة من المشاة وسلاح الفرسان في المقاطعات الرومانية في هيسبانيا وغاليا وتراقيا والنشابين من شرق البحر الأبيض المتوسط (معظمهم من تراقيا والأناضول وسوريا). بيد أن هذه الوحدات المحلية لم تُدمج مع الفيالق، إنما احتفظت بقيادتها التقليدية وتنظيمها ودروعها وأسلحتها.